# Brains-sur-Gée
Brains-sur-Gée é uma comuna francesa na região administrativa do País do Loire, no departamento de Sarthe. Estende-se por uma área de 15.9 km². Em 2010 a comuna tinha 840 habitantes (densidade: 52,8 hab./km²).